# Aster CT-80

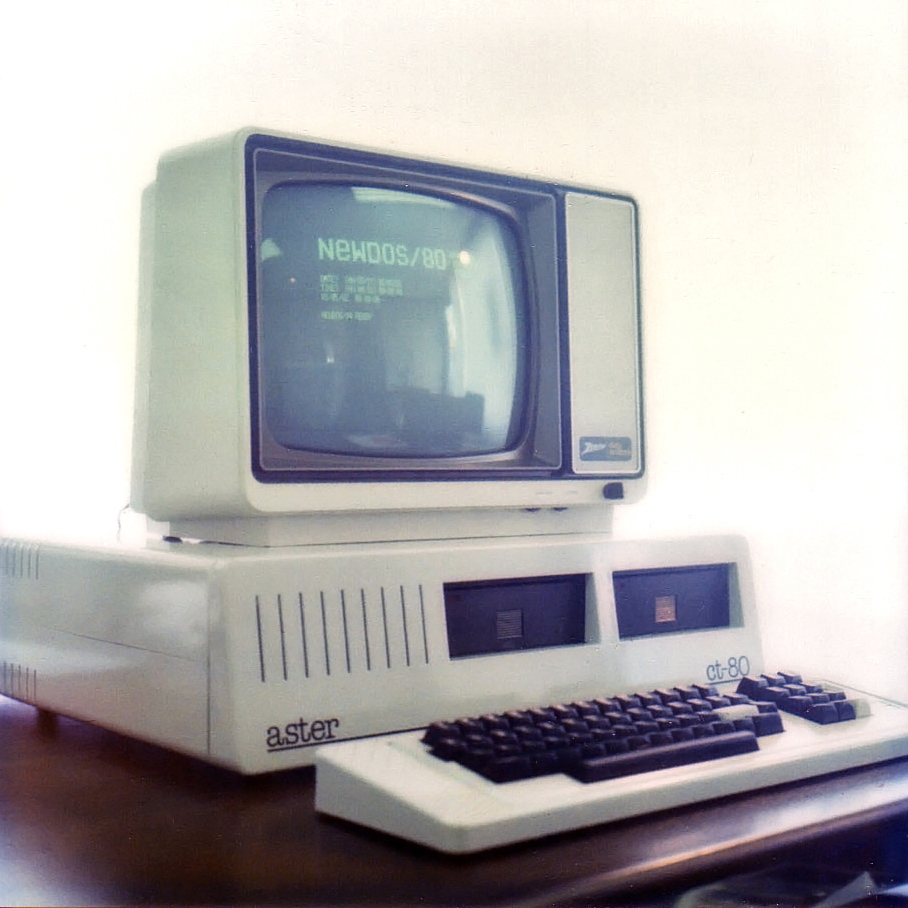
La primera versión del "kit" del Aster CT-80 corriendo Newdos/80. Observe el modo de despliegue TRS-80 64x16 usa solamente una pequeña parte de la pantalla, debido a que las letras son del mismo tamaño que en el despliegue CP/M 80x25, esta fue una de las cosas que pronto fueron corregidas con el rediseño hacia un producto comercial.

El Aster CT-80 fue un ordenador doméstico desarrollado por la pequeña compañía holandesa MCP (Music Computer Products, posteriormente cambia de nombre a Aster Computers), que se vendió en un primer momento como un kit de automontaje (como muchos otros de sus contemporáneos), y posteriormente como equipo ya montado. Consiste en varias tarjetas de circuito impreso Eurocard y un backplane. Su diseñador fue Martin de Jong, usuario de Wikipedia y fuente principal de información.

## Modelos
Se vendieron tres modelos. El primero tenía un aspecto similar al del IBM PC, una base rectangular con dos lectoras de disquete BASF SD de 102 Kb (unidades DD como opción) en el frontal, un monitor en lo alto y teclado separado. El segundo era mucho más pequeño con las dos unidades de floppy una encima de otra. El tercero era como un plano Apple II con el teclado en la carcasa.
Todos ellos eran mucho más rápidos que el original TRS-80, con su Zilog Z80A a 4 MHz (el doble que el TRS-80), y la pantalla soportaba mayúsculas y minúsculas, con supresión de nieve por hardware (lógica de arbitración de acceso al bus de la RAM de vídeo). La controladora de floppys soportaba densidad simple y doble, con una capacidad de los discos de hasta 800 KB. 

## Modos de funcionamiento
El Aster también soportaba dos arquitecturas fundamentalmente diferentes. Cuando se encendía sin un disquete en la unidad o con un disco de TRS-DOS, el Aster actuaba como un compatible TRS-80. Pero cuando el programa de arranque detectaba un disco CP/M, el Aster reconfiguraba su arquitectura interna para soportar CP/M con 60 KB de RAM libres, y una pantalla de 80 x 25, una capacidad sólo compartida por el LOBO Max-80, otro compatible TRS-80.
Con una utilidad especial de configuración podía leer y escribir en el formato de otros 80 compatibles CP/M (mientras que el sistema operativo era único, el formato de disco no; la utilidad 22disk para MS-DOS soportaba cientos de formatos CP/M)

## Ventas
La mayoría de equipos (unos 10 000) fueron vendidos a las escuelas para la enseñanza de la informática, en un proyecto conocido primero como "honderd scholen project" (proyecto del centenar de escuelas), pero que más tarde involucró a bastantes más de un centenar. MCP recibió el pedido del gobierno holandés porque su ordenador cubría todos los requisitos, incluso el de ser de origen holandés y construido en Holanda. Posteriormente el gobierno cambió su decisión y dio el 50% del pedido a Philips y su Philips P2000T, aunque el P2000 no cumplía con todos los requisitos y fue fabricado en Austria.

## La empresa
Aster Computers estaba situada en la pequeña ciudad de Arkel cerca de la ciudad de Gorinchem. Inicialmente Aster Computers B.V. se llamaba MCP (Music print Computer Product) y estaba especializada en producir impresión asistida por ordenador de partituras musicales. Comenzaron a vender kits de electrónica a los aficionados. algunos de esos kits eran lectoras de disquete alternativas para los ordenadores TRS-80. Debido a que la infame interfaz del expansión del TRS-80 era muy cara también desarrollaron su propia alternativa en la forma de una controladora de floppy e interfaz de impresora que se podía situar a la derecha de la carcasa de la unidad externa de disco. La falta de una ampliación de RAM se resolvió con un servicio que sustituía los chips de las 16 KB RAM por chips de 64 KB RAM.
Entretanto MPC cambió su nombre por MCP CHIP pero tuvo problemas con la revista alemana de ordenadores CHIP, por lo que volvió a su nombre inicial. Por entonces MCP comenzó a vender ordenadores domésticos importados como el TRS-80, Apple II y el exótico Olivetti M20, uno de los primeros ordenadores personales de 16 bits y uno de los pocos en utilizar un procesador Zilog Z8000.
Tras desarrollar su propia y funcional alternativa a la interfaz de expansión del TRS-80 (que nunca fue comercializada) la compañía decide que el TRS-80 es un gran ordenador pero con carencias en varias áreas. La lógica de pantalla y el efecto nieve resultante es bastante molesto, la velocidad de la CPU puede mejorarse y la capacidad y velocidad de la unidad de disquete es baja. Además, pese a tener una CPU Z80, el soft más interesante ofrecido por los sistemas CP/M no puede ejecutarse en un TRS-80. Por ello deciden mejorarlo y diseñan el Aster CT-80.
Pronto la pequeña tienda se quedó pequeña y se trasladaron a una fábrica mucho más grande construida en las cercanías, y comienzan la producción masiva del Aster por varios años. 

## Diseños
Para mejorar y modernizar el Aster CT-80 la compañía también diseña tres tarjetas de vídeo alternativas para complementar o sustituir por completo la tarjeta de vídeo compatible TRS-80.
- Una tarjeta monocroma de verdadera alta resolución con blitter y capacidad de dibujo de líneas por hardware.
- Una tarjeta en color con soporte de sprites basada en el video chip Texas Instruments TMS9918 usado en el TI99/4 y los ordenadores del estándar MSX.
- Una tarjeta en color con capacidad de alta resolución al poder reprogramarle el juego de caracteres de la pantalla de 80 x 24 proporcionando además la reprogramación de cada uno de los 1920 (80 x 24) caracteres de pantalla por separado. Debido a que los caracteres son una matriz de 8 x 12 píxels se consigue una resolución de 640 x 288 píxeles, bastante alta para la época. Soporta además 16 colores de papel (fondo) y 16 de tinta (primer plano) por cada carácter (un byte por cada posición de carácter en pantalla).

Una interfaz de disco duro fue también diseñada.
Por último, un upgrade del procesador Z80 se desarrolló como una tarjeta con un procesador Intel 8086 y tarjetas de memoria de 16 bits.
Tales cambios en los componentes principales del sistema eran posibles porque el Aster CT-80 fue diseñado para utilizar un backplane que soportara procesadores de 8 y 16 bits, y utilizó el diseño modular Eurocard.
Desgraciadamente ninguna de estas ampliaciones llegó a estar disponible porque la compañía quebró antes de que pudiera lanzarlas.
Posiblemente el usar como nombre una flor (aster) inspiró a otra empresa informática holandesa para que llamara a su ordenador con el nombre de otra flor holandesa típica,  el tulipán (Tulip Computers).